# Chiesa della Madonna del Ponte chiuso
La chiesa della Madonna del Ponte chiuso è un edificio religioso che si trova a Roveredo, nel Cantone dei Grigioni. Recentemente è stata dedicata anche a Sant'Anna.

## Storia
La struttura viene citata per la prima volta in documenti storici risalenti al 1524 ma viene completamente ricostruita nel 1665 con forme tardo-manieristiche ad opera dell'architetto Giovanni Serro.
La chiesa attuale è stata costruita su una precedente di piccole dimensioni risalente alla metà del XVI secolo che è poi stata oggetto di due ampliamenti, uno avvenuto alla fine del XVI secolo ed un'altra alla seconda metà del XVII secolo. La chiesa originale aveva un orientamento ovest-est quindi l'entrata era verso la valle, mentre già al primo ampliamento orientamento va nella direzione attuale.
La leggenda sulla costruzione del primo edificio racconta di un emigrato di Roveredo a Roma, detto Zanetto, che era stato avvicinato un giorno da un gentiluomo che gli chiese se conoscesse il "Pons clausus" di Roveredo. L'uomo rispose di non conoscerlo ma donò a Zanetto del denaro per tornare a Roveredo e costruire una cappella in onore della Madonna di Loreto proprio in quel luogo, poiché aveva appreso in sogno che questa era la volontà di Dio. Zanetto, quindi, fece edificare la prima costruzione risalente alla prima metà del XVI secolo e consacrata il 24 agosto 1524 dal vescovo ausiliario di Coira Stefano Tschuggli.
Dalla leggenda si ricava, quindi, che già prima della costruzione della chiesa, il ponte medievale, che congiunge il sagrato alla cappella di San Carlo Borromeo, era chiamato "ponte chiuso".
La cappella che sorge dall'altra parte del "ponte chiuso" venne eretta nel XVI secolo e ricorda la benedizione fatta da Carlo Borromeo ad una fonte che si trovava qui accanto nel suo soggiorno a Roveredo nel 1583.

## Descrizione
L'edificio sorge all'imbocco della valle Traversagna, che è raggiungibile solo a piedi con dei sentieri e che prende il nome proprio dall'omonimo fiume. La chiesa è preceduta da due ponti in pietra ad arco che attraversano il fiume e la collegano all'abitato di Roveredo, il primo ponte è rinascimentale, contemporaneo alla costruzione, e il secondo è medievale, preesistente all'edificio, e detto appunto "Ponte chiuso" o anche ponte di San Carlo perché collega il sagrato ad una cappella dedicata a San Carlo Borromeo.
Dal "Ponte chiuso" parte una mulattiera che percorre tutta la sponda destra della val Traversagna fino alla bocchetta di Camedo da cui si passa in territorio italiano fino a Gravedona mentre dall'altro lato della chiesa un'altra mulattiera porta agli alpeggi dei Monti di Lanés.
Sulla sponda sinistra del Traversagna è ancora oggi visibile la vecchia strada che curva prima del ponte rinascimentale e che porta agli altri alpeggi e al passo San Jorio, che permette un altro passaggio verso il territorio italiano. 
Attiguo alla chiesa si trova l'ex-ospizio dei pellegrini probabilmente legato alle vie di comunicazione che congiungevano Roveredo ai passi alpini verso il Lago di Como. 
La chiesa ha una pianta ad unica navata coperta da una volta a crociera. Sui fianchi della navata si aprono alcune cappelle laterali, ricoperte da una volta a botte.